# Манисес
Манисес (шп. Manises) град је у Шпанији у аутономној заједници Валенсијанска Заједница у покрајини Валенсија. Према процени из 2017. у граду је живело 30 704 становника.

## Становништво
Према процени, у граду је 2017. живело 30 704 становника.
| 2017.  |
| ------ |
| 30.704 |